# Сюжі
Сюжі (рос. Сюжи) — село у Шатойському районі Чечні Російської Федерації.
Населення становить 258 осіб. Входить до складу муніципального утворення Больше-Варандинське сільське поселення.

## Історія
Згідно із законом від 20 лютого 2009 року органом місцевого самоврядування є Больше-Варандинське сільське поселення.

## Населення
| 1990 | 2002 | 2010 |
| ---- | ---- | ---- |
| 220  | ↘22  | ↗258 |